# Lambertsbaai
Lambertsbaai este un oraș din provincia Wes-Kaap, Africa de Sud.